# シンデル (小惑星)
シンデル (3847 Šindel) は小惑星帯の小惑星である。チェコのクレチ天文台 (Hvězdárna Kleť) でアントニーン・ムルコスが発見した。
14世紀生まれのプラハ・カレル大学の数学・天文学教授で、プラハの天文時計の製作者の1人であるヤン・シンデル (Jan Šindel) に因んで命名された。